# Kolendo
Kolendo (en rus: Колендо) és un poble de l'óblast de Sakhalín, a l'Extrem Orient de Rússia, que el 2013 no tenia cap habitant. Pertany al districte d'Okhà.